# Unus pro omnibus, omnes pro uno

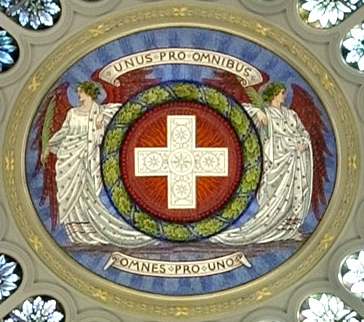
Spolkový dům v Bernu: "Einer für alle – alle für einen"

Unus pro omnibus, omnes pro uno (česky Jeden za všechny, všichni za jednoho, německy Einer für alle, alle für einen, francouzsky Un pour tous, tous pour un, italsky Uno per tutti, tutti per uno, rétorománsky In per tuts, tuts per in) je latinské rčení.
Heslo poprvé použil francouzský spisovatel Alexandre Dumas starší jako zvolání ve svém románu Tři mušketýři, který vyšel v roce 1844 jako čtení na pokračování v časopise Le Siècle a v 19. století se stalo (neoficiálním) heslem Švýcarské konfederace.